# Montreal
Montreal (på fransk Montréal) er en by i den canadiske provins Quebec. Byen er Quebecs største by med 1.698.062 (2014) og 4.027.100 indbyggere (2014) i metropolregionen; Den er Canadas næststørste by samt Nordamerikas 8. største. Montreal er den næststørste franskstalende by (efter Paris) i verden. Byen er opkaldt efter Mount Royal (Mont Royal på fransk), en bakke i midten af byen. Byen ligger på Île de Montréal samt et par mindre øer rundt omkring denne, den største kendt som Île Bizard. Øerne ligger, hvor Riviére des Outaouais mødes med Saint Lawrence-floden.
Fransk er Montreals officielle sprog, og også det primære sprog snakket blandt befolkningen. Québécois fransk står for 56,9 % af befolkningstallet i byen, efterfulgt af Engelsk (sprog) (18,6 %). 56 % af befolkningen er i stand til både at tale fransk og engelsk, hvad der gør det til en af de mest tosprogede byer i Canada.
Montreal var tidligere Canadas økonomiske centrum, men blev i 1970'erne overgået af Toronto. Den dag i dag er det et vigtigt centrum for handel, finans, lægemidler, teknologi, design, kultur, turisme, computerspil og film.
I 2009 blev Montreal udnævnt som værende Nordamerikas ledende værtsby for internationale arrangementer. I 2014 udnævnte QS World University Rankings Montreal som verdens 9. bedste by at være universitetsstuderende i.
Montreal ligger i det sydvestlige Quebec, ca. 200 km sydvest for provinsens hovedstad Québec og 150 km øst for Ottawa, Canadas hovedstad.
Montreal arrangerede Verdensudstillingen i 1967 (Expo '67) og var værtsby for Sommer-OL 1976.

## Historie
Arkæologiske udgravninger viser, at First Nation-folk har boet på Île-de-Montréal så tidligt som for 4000 år siden. Man ved med sikkerhed, at de omkring år 1000 e.kr. kultiverede majs-planter. Saint-Lawrence-irokeserne byggede landsbyen Hochelega ved foden af Mont Royal, to århundrede før franskmændene ankom. Den franske opdagelsesrejsende Jacques Cartier besøgte Hochelega den 2. oktober 1535, og anslog befolkningstallet i landsbyen til at være "over tusind".
70 år senere rapporterede den franske opdagelsesrejsende Samuel de Champlain, at Saint-Lawrence-irokeserne var forsvundet helt fra St Lawrence-dalen. Man formoder i dag, at det skyldes bortflytning, udbredelsen af europæiske sygdomme eller en intern stammekrig mellem irokeserne. De Champlain etablerede en handelspost på Île-de-Montréal. Den lå ved det, der i dag er Pointe-á-Calliere-museet. En koloni blev etableret 17. maj 1642.
Handelspladsen ved navn Ville-Marie blev snart et center for handel med pels og en base for yderligere fransk kolonisering af det østlige Canada. Det fransk-canadiske territorie (Ny Frankrig) var en koloni indtil 1760, hvor Frankrig som en konsekvens af 7-års-krigen måtte overgive kolonien til Storbritannien.
Montreal blev erklæret en by i 1832. Konstruktionene af Victoria Bridge gjorde Montreal til et jernbaneknudepunkt, og i 1860 var Montreal den største by i Britisk Nordamerika og det økonomiske og kulturelle centrum af Canada.
Efter 1. verdenskrig oplevede Montreal sin storhedstid, da Forbudstiden i USA fik adskillige alkohol-hungrende amerikanere til at søge over den amerikansk-canadiske grænse. Arbejdsløsheden forblev imidlertid høj i byen, og den steg yderligere efter krakket på Wall Street i 1929 og Depressionen.
I 1951 passerede Montreals befolkningstal en million. Gennem 1960'erne fortsatte væksten, med verdensudstillingen i 1967 (kendt som Expo '67), kontruktionen af Canadas højeste skyskrabere, nye motorveje og et metrosystem.
Efter 1976, hvor byen oplevede en stor krise mht. det fransktalende flertal (kendt som Oktoberkrisen), begyndte det at gå ned af bakke for Montreal. Byen voksede stadigvæk, men de andre canadiske byer voksede meget hurtigere, og Montreal blev snart overhalet af Toronto.
Det 21. århundrede medbragte en genoplivning af Montreal. Konstruktionen af nye beboelses-skyskrapere, to nye superhospitaler (Centre hospitalier de l'Université de Montréal og McGill University Health Centre), rekonstruktionen af Turcot Interchange, udvidelsen af Montreal-Trudeau International Airport, konstruktionen af den nye Quebed Autoroute 30 og betalingsbroen til Laval har hjulpet Montreal med at gro.

## Geografi
Montreal ligger i den sydvestlige del af af Quebec. Byen dækker størstedelen af Île-de-Montréal. Den højeste del af Montréal, Colline de la Croix ved Mont Royal, er 233 meter højt.
Montreal ligger i midten af Communauté métropolitaine de Montréal, omgivet af byen Laval mod nord, Longueil, Saint-Lambert og Brossard mod syd, Repentigny mod øst og l'Ouest de l'Île (West Island på engelsk) mod vest. De engelsksprogede enklaver Westmount, Montreal West, Hampstead, Côte Saint-Luc og den fransksprogede enklave Montreal East er alle omgivet af Montreal..

### Klima
Somrene i Montreal er generelt varme og fugtige med en daglig temperatur på 21-22 grader Celsius i juli. Temperaturer over 30 grader er normale. Vintrene er generelt kolde, fulde af sne og blæsende med en gennemsnitlig temperatur på -9 til -10 grader Celsius i januar. Selvom temperaturen ikke falder under -30 grader hvert år, sker det med jævne mellemrum, og hvis man inkluderer Windchill-faktoren kommer temperaturen stort set hver vinter under -30.
Forår og efterår er oftest milde, men der sker voldsomme temperatursving. Selvom april har tendens til at være rolig og solrig, er maj oftest kendetegnet ved pludseligt tordenvejr og høj luftfugtighed. Tidlige og sene snestorme i hhv. november og marts kan forekomme, og noget mere sjældent også i april. Generelt er Montreal snefri fra 15. april til 15. november.
Den laveste temperatur, der nogensinde er målt, er -37,8 grader Celsius, 15. januar 1957, og den højeste temperatur er 37,6 grader, hvad der skete 1. august 1975.
Årligt falder der omkring 1060 mm nedbør, hvoraf 225 mm i gennemsnit falder som sne. Tordenvejr forekommer ofte fra sen forår til tidlig efterår. Montreal får hvert år i gennemsnit 2029 solskinstimer.
| Vejr for Montreal (McGill)       | Vejr for Montreal (McGill) | Vejr for Montreal (McGill) | Vejr for Montreal (McGill) | Vejr for Montreal (McGill) | Vejr for Montreal (McGill) | Vejr for Montreal (McGill) | Vejr for Montreal (McGill) | Vejr for Montreal (McGill) | Vejr for Montreal (McGill) | Vejr for Montreal (McGill) | Vejr for Montreal (McGill) | Vejr for Montreal (McGill) | Vejr for Montreal (McGill) |
|                                  | Jan                        | Feb                        | Mar                        | Apr                        | Maj                        | Jun                        | Jul                        | Aug                        | Sep                        | Okt                        | Nov                        | Dec                        | År                         |
| -------------------------------- | -------------------------- | -------------------------- | -------------------------- | -------------------------- | -------------------------- | -------------------------- | -------------------------- | -------------------------- | -------------------------- | -------------------------- | -------------------------- | -------------------------- | -------------------------- |
| Gennemsnitlig maks °C            | −5,4                       | −3,7                       | 2,4                        | 11                         | 19                         | 23,7                       | 26,6                       | 24,8                       | 19,4                       | 12,3                       | 5,1                        | −2,3                       | 11,1                       |
| Gennemsnitlig °C                 | −8,9                       | −7,2                       | −1,2                       | 7                          | 14,5                       | 19,3                       | 22,3                       | 20,8                       | 15,7                       | 9,2                        | 2,5                        | −5,6                       | 7,4                        |
| Gennemsnitlig min °C             | −12,4                      | −10,6                      | −4,8                       | 2,9                        | 10                         | 14,9                       | 17,9                       | 16,7                       | 11,9                       | 5,9                        | −0,2                       | −8,9                       | 3,6                        |
| Gennemsnitlig nedbør mm          | 73,7                       | 70,9                       | 80,2                       | 76,9                       | 86,5                       | 87,5                       | 106,2                      | 100,6                      | 100,8                      | 84,3                       | 93,6                       | 101,5                      | 1.062,5                    |
| Kilde: Enviroment Canada 1961-90 |                            |                            |                            |                            |                            |                            |                            |                            |                            |                            |                            |                            |                            |

## Arkitektur
Montréal var i halvandet århundrede Canadas politiske og økonomiske centrum. Dette afspejler sig i dag i den rigdom og diversitet af som Montréals arkitektur udviser. Dette er især tydeligt i Downtown og området omkring Old Port. Der er 50 National Historic Sites of Canada i Montréal (fransk:Lieux historiques nationaux du Canada), hvad der er mere end nogen anden by i Canada.
Der er mange historiske bygninger i Montreal, der stadigvæk har deres originale design. Blandt kendte bygninger fra 1800-tallet kan man finde Notre-Dame de Montréal Basilica, Bonsecours Market og de imponerende banker på Rue Saint Jacques. Saint Joseph's Oratory, Ernest Cormier's Art Deco Université de Montréal, Place Ville Marie og det kontroversielle Stade Olympique de Montréal er nogle få kendte bygninger fra 1900-tallet. Pavilloner fra verdensudstillingen i 1967, også kendt som Expo '67, udviser en stor diversitet af kunstarter, da de blev designet af forskellige lande. Blandt de mere kendte er en geodætisk kuppel, U.S. Pavilion, som nu hedder Montreal Biosphere, og lejlighedskomplekset Habitat 67, lavet af den canadisk-israelske arkitekt Moshe Safdie.
Metro de Montréal har meget forskellig kunst hængende i tunnelerne, meget af det fra nogle af de største kunstnernavne fra culture québécoise.
I 2006 blev Montreal af UNESCO udnævnt til en City of Design, en af kun tre byer i verden (de to andre er Berlin og Buenos Aires. Siden 2005 har Montreal desuden været værtsby for Internation Council of Graphic Design Associations (Icograda).
Montreal er desuden kendt for the Underground City, La Ville Souterraine (officielt RÉSO), der er en undergrundsby. Byen åbnede i 1962, og ligger lige under downtown Montreal. Den spredte sig eksplosivt, og har i dag 32 km tunneller, spredt over mere end 12 kvadratkilometer. Desuden ligger der ca. 2000 butikker og 40 biografer. RÉSO er især praktisk om vinteren, fordi jorden virker isolerende, og det dermed ikke kræver helt så meget energi at varme butikker osv. op. Desuden kan den beskytte mod temperaturer, der ofte passerer 20 minusgrader, og den bruges da også mest om vinteren; Man anslår, at 500.000 passerer gennem RÈSO dagligt om vinteren.

## Økonomi
Montreal har den næststørste økonomi i Canada målt på BNP (efter Toronto), og den største i Quebec.Byen er i dag et vigtigt centrum for handel, finans, industri, teknologi, kultur og er hovedkvarteret for Montreal Exchange (en børs).
Blandt de vigtigste industrier i Montreal finder man produktion af fly, elektronik, medicin, telekommunikation, software, tekstiler, tobak, olie og transportmidler. Port of Montreal (fransk: Port de Montréal) er en af de største indlandshavne i verden. Den står for transport af 26 millioner ton fragt om året. Den er en af de vigtigste havne i Canada, og den er stadigvæk et knudepunkt for handel med korn, sukker, forskellige former for olie, forbrugsgoder og maskineri. Af samme årsag er Montreal Canadas jernbaneknudepunkt, og har altid været en ekstrem vigtig by for canadisk jernbanetransport.
 Hovedkvarteret for Canadian National Railway ligger her, og det samme gjorde Canadian Pacific Railway indtil 1996.
Hovedkvarteret for Canadian Space Agency ligger i Longueil, sydøst for Montreal. Montreal er også værtsby for ICAO, International Civil Aviation Organisation (en underafdeling af FN), Airports Council International (en organisation for verdens lufthavne) og International Air Transport Association (IATA). Desuden ligger også World Anti-Doping Agency (det olympiske antidoping-agentur)

Videospil-industrien har været fremtrædende i Montreal siden 1997, da Ubisoft Montreal (en lokal underafdeling af Ubisoft) blev åbnet. For nylig er adskillige af verdens største spiludviklere kommet til Montreal, såsom Ubisoft, Electronic Arts (EA), Eidos Interactive, Bioware, Strategy First, THQ og Gameloft, primært på grund af den store mængde af gode computerudviklere og nogle fordelagtige skatteforhold. 
 For nylig annoncerede Warner Bros., at de ville lave en afdeling i Montreal, hvad der er usædvanligt, da firmaet plejer at opkøbe andre i stedet for.
  
Montreal spiller en vigtig rolle i den nordamerikanske finansindustri. Hovedkvarterene for Bank of Montreal og Royal Bank of Canada, to af de største banker i Canada, lå engang i Montreal. Efter at de begge flyttede hovedkvarteret til Toronto, blev nogle dele af firmaet dog i Montreal. I dag ligger hovedkvarteret for to mindre banker, National Bank of Canada og Laurentian Bank of Canada, i Montreal.
Adskillige større, canadiske firmaer har hovedkvarter i Montreal og omegn, heriblandt: Desjardins Group, Bombardier Inc, CGI Group, Air Canada, Air Transat, Cirque du Soleil, Hydro-Québec, VIA Rail og Aeroplan

## Uddannelse
Med fire universiteter, syv andre institutter der tilbyder kandidat-uddannelser, samt 12 GECEP'er inden for 8 kilometers radius har Montreal den højeste koncentration af videregående uddannelser for alle større byer i Nordamerika med 4,38 studenter pr. 100 indbyggere (efterfulgt af Boston med 4,37 studenter pr. 100 indbyggere).

### Højere uddannelser (fransk)
- Université de Montréal (UdeM) er det næststørste forskningsuniversitet i Canada. Under sig har det to fakulteter. École Polytechnique de Montréal (teknisk skole) og HEC Montréal (inden for handel).
- Université du Québec à Montréal (UQÀM) er Université du Quebéc's campus. UQÀM specialiserer sig generelt i kunst.
- Université du Québec kører også tre andre, separate skoler; École de technologie supérieure (ETS), Ecolé nationale d'administration publique (ENAP) og Institut nationale de la reserche scientifique (INRS).
- L'Institut de formation théologique de Montréal specialiserer sig i teologi og filosofi.
- Le Conservatoire de Musique de Montréal tilbyder en bachelor- og kandidat-uddannelse i klassisk musik.

Udover disse har både Université de Sherbrooke og Université Laval campuser i forstaden Longueuil, ved Montreals sydlige kyst. Ottawas Collége Universitair Domincain har et campus i Montreal ved navn L'institut de pastorale des Dominicans. Nova Scotias Acadia University har også et campus i Montreal ved navn Faculté de théologie evangelique, som giver de franske protestanter mulgiehd for en teologi-uddannelse.

### Højere uddannelser (engelsk)
- McGill University er anerkendt som et af Canadas bedste universiteter, og bredt anerkendt som et verdensklasse universitet. I 2014 blev McGill University for 9. år i træk valgt som det bedste universitet i Canada af Macleans, og som det 18. bedste universitet i verden af QA World University Rankings.[30][31]
- Concordia University blev dannet af fusionen mellem Sir George Williams University og Loyola College i 1974.[32] Concordia er også hjemsted for John Molson School of Business, der er anerkendt som et af Canadas bedste universiteter inden for handel, og ligger inden for verdens top 50.[33]

Uddannelsessystemet i provinsen Quebec er lidt anderledes end i resten af Nordamerika. Mellem gymnasiet og den videregående uddannelse ligger der et ekstra niveau kaldet CEGEP. Det er både en forberedende skole (der forbereder eleverne på det at gå på universitetet), men samtidig også en teknisk skole, der tilbyder tekniske diplomer og specialiseringer. I Montreal ligger der 17 fransk-talende og 5 engelsk-talende CEGEP'er.
Den almindelige skole for engelsktalende 5-14 årige bliver kontrolleret af English Montreal School Board og af Lester B. Pearson School board. De franske skoler bliver kontrolleret af Commission Scholaire de Montréal (CSDM), Commission Scholaire Marguerite-Burgeoys (CSBM) og af Commisssion Scholaire Pointe-de-l'Îlle.

## Transport
Som de fleste andre storbyer har Montreal også problemer med transporten af især pendlere. Bredden af Saint-Lawrence-floden er medvirkende faktor til dette, da det er både besværligt og dyrt at bygge broer på tværs af denne. Der er kun fire vejbroer, en vejtunnel, to jernbanebroer og en metrolinje på tværs af floden. Til sammenligning er der syv vejbroer og to vejtunneller på tværs af East River i New York City.

### Lufthavne
Montreal har to internationale lufthavne, en kun for passagerer, en anden for fragt. Montreal-Pierre Elliott Trudeau International Airport (også kendt som Dorval Airport) varetager al passagertransport og er hub for både Air Canada og Air Transat. Nord for byen ligger Montréal-Mirabel International Airport, som egentligt var planlagt til at være Montreals primære lufthavn, men kun tager sig af fragtflyvninger i dag. I 2013 var Montreal-Trudeau den fjerde-største lufthavn i Canada, efter Toronto, Vancouver og Calgary, da lufthavnen håndterede 14,09 millioner passagerer og 207.882 flyhandlinger det år. Med 60,8 % af passagererne, hvis destination lå uden for Canada, er det den mest internationale canadiske lufthavn. Montreal-Trudeau bliver betjent af 40 flyselskaber med mere end 100 destinationer i hele verden. Fra Montreal-Trudeau er det muligt at flyve til Europa, USA, Asien, Mellemøsten, Centralamerika, Caribien, Afrika, Mexico og andre destinationer i Canada. Desuden indeholder lufthavnen også Nordamerikas største duty-free butik.

### Jernbaner

#### Metro Montreal
Métro Montréal har 68 stationer og 4 linjer. Til dagligt opereres den af Societe de transport de Montréal, også kaldet STM. Det er Canadas travleste metrosystem, målt på antallet af passagerer til dagligt. 1,05 millioner kørte med systemet i gennemsnit på hverdage i 1. kvartal 2010. Hver station har forskelligt kunstværk, og er blevet designet af forskellige kunstnere. Togene kører på gummihjul, hvad der giver et meget stille netværk, sammenlignet med andre. Metrosystemet har længe haft en metrostation i Longueuil, og i 2007 blev det udvidet med tre stationer i Laval.
Métro Montreal er både i indretning og materiel inspireret af Paris Metro.

#### Eksterne jernbaner
Det Montreal-baserede jernbaneselskab VIA Rail står for jernbanetransport til andre canadiske byer, især til Toronto og Quebec City via Windsor-Quebec City-korridoren. Amtrak, det nationale amerikanske jernbaneselskab, står for et dagligt tog fra Montreal til New York City, kaldet Adirondack. Alle tog mellem større byer og de fleste pendler-tog kører via Central Station. Mellem 1955 og 1981 kørte desuden et tog kaldet Super Continental mellem Montreal og Vancouver.

### Veje
Île-de-Montreal er midtpunktet af provinsen Quebec's motorvejssystem, det såkaldte Autoroute. Adskillige motorveje krydser eller starter på Île-de-Montreal, heriblandt A-10 (kendt som Autoroute Bonaventure), A-13 (kendt som Autoroute Chomedey), A-15 (kendt som Autoroute Decarie syd for krydset med A-40 og Autoroute Laurentian nord for), A-20 (kendt som Autoroute du Souvenir/Autoroute Jean-Lesage), A-25 (kendt som Autoroute Transcanadienne), A-40 (kendt som Autoroute Felix-Leclerc, delen gennem Montreal dog også kendt som Autoroute Metropolitaine), A-520 (kendt som Autoroute Côte de Liesse) og A-720 (kendt som Autoroute Ville-Marie). Mange af disse motorveje er ofte ramt af køer i myldretiden, men inden for de sidste par år er regeringen blevet opmærksom på dette og er i gang med at finde en løsning. En af de tiltag, der er gjort, er konstruktionen af A-30, der åbnede i 2012 og fører en del af trafikken syd om Montreal.

## Personer fra Montreal
- Pierre Trudeau, statsminister († 2000)
- Mordecai Richler, forfatter († 2001)
- Oscar Peterson, komponist († 2007)
- René Angélil, sanger († 2016)
- Sidney Altman
- Melissa Sue Anderson
- Céline Dion
- Philip Guston († 1980)[46]
- Naomi Klein
- Steven Pinker
- William Shatner
- Justin Trudeau
- Martha Wainwright
- Rufus Wainwright
- Joseph Wiseman

## Galleri
- Solnedgang i Parc Jean-Drapeau
- Skyskraber
- Fra Ville Souterraine